# US Poker Open 2019

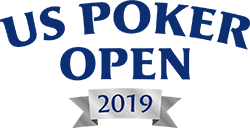
Logo der US Poker Open 2019

Die US Poker Open 2019 waren die zweite Austragung dieser Pokerturnierserie und wurden von Poker Central veranstaltet. Die zehn High-Roller-Turniere mit Buy-ins von mindestens 10.000 US-Dollar wurden vom 13. bis 23. Februar 2019 im PokerGO Studio im Aria Resort & Casino in Paradise am Las Vegas Strip ausgespielt.

## Struktur

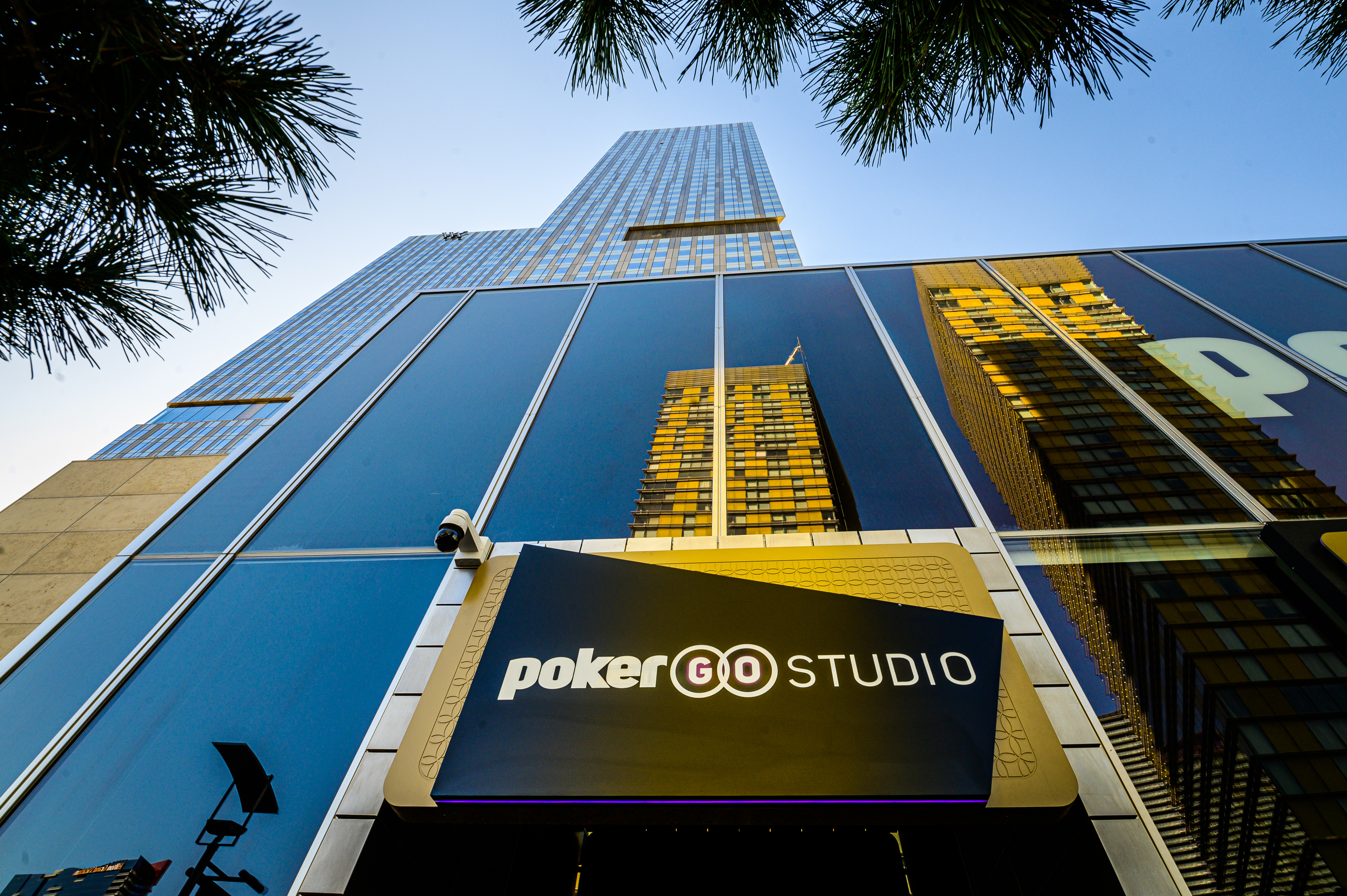
Das PokerGO Studio im Aria Resort & Casino (2019)

Von den zehn Turnieren wurden sechs in der Variante No Limit Hold’em gespielt. Zudem gab es zwei Events in Pot Limit Omaha sowie je ein Turnier in No Limit Hold’em Short Deck und 8-Game. Aufgrund des hohen Buy-ins waren bei den Turnieren lediglich die weltbesten Pokerspieler sowie reiche Geschäftsmänner anzutreffen. David Peters war der über alle Turniere hinweg erfolgreichste Spieler und gewann die US Poker Open Championship sowie 100.000 US-Dollar. Alle Events wurden von der kostenpflichtigen Plattform PokerGO übertragen.

## Turniere

### Übersicht
Die Turniergebühr musste nicht gezahlt werden, wenn man sich zu Turnierstart eingekauft oder durch Erreichen des Finaltags im direkten Vorturnier die pünktliche Anmeldung verpasst hatte.
| #  | Turnierbeginn | Buy-in (in $) | Gebühr (in $) | Turnier                     | Teilnehmer | Sieger            | Herkunft                | Preisgeld (in $) |
| -- | ------------- | ------------- | ------------- | --------------------------- | ---------- | ----------------- | ----------------------- | ---------------- |
| 1  | 13. Feb. 2019 | 010.000       | 0500          | No Limit Hold’em            | 90         | Stephen Chidwick  | Vereinigtes Konigreich  | 0.216.000        |
| 2  | 14. Feb. 2019 | 010.000       | 0500          | Pot Limit Omaha             | 64         | Jordan Cristos    | Vereinigte Staaten      | 0.179.200        |
| 3  | 15. Feb. 2019 | 010.000       | 0500          | No Limit Hold’em            | 91         | Lauren Roberts    | Vereinigte Staaten      | 0.218.400        |
| 4  | 16. Feb. 2019 | 010.000       | 0500          | Short Deck Poker            | 42         | Sean Winter       | Vereinigte Staaten      | 0.151.200        |
| 5  | 17. Feb. 2019 | 025.000       | 1000          | No Limit Hold’em            | 59         | Almedin Imširović | Bosnien und Herzegowina | 0.442.500        |
| 6  | 18. Feb. 2019 | 025.000       | 1000          | Pot Limit Omaha             | 39         | Stephen Chidwick  | Vereinigtes Konigreich  | 0.351.000        |
| 7  | 19. Feb. 2019 | 025.000       | 1000          | No Limit Hold’em            | 60         | Bryn Kenney       | Vereinigte Staaten      | 0.450.000        |
| 8  | 20. Feb. 2019 | 025.000       | 1000          | Mixed Game                  | 20         | Nick Schulman     | Vereinigte Staaten      | 0.270.000        |
| 9  | 21. Feb. 2019 | 050.000       | 2000          | No Limit Hold’em            | 41         | Koray Aldemir     | Deutschland             | 0.738.000        |
| 10 | 22. Feb. 2019 | 100.000       | 3000          | No Limit Hold’em Main Event | 33         | David Peters      | Vereinigte Staaten      | 1.320.000        |

### #1 – No Limit Hold’em

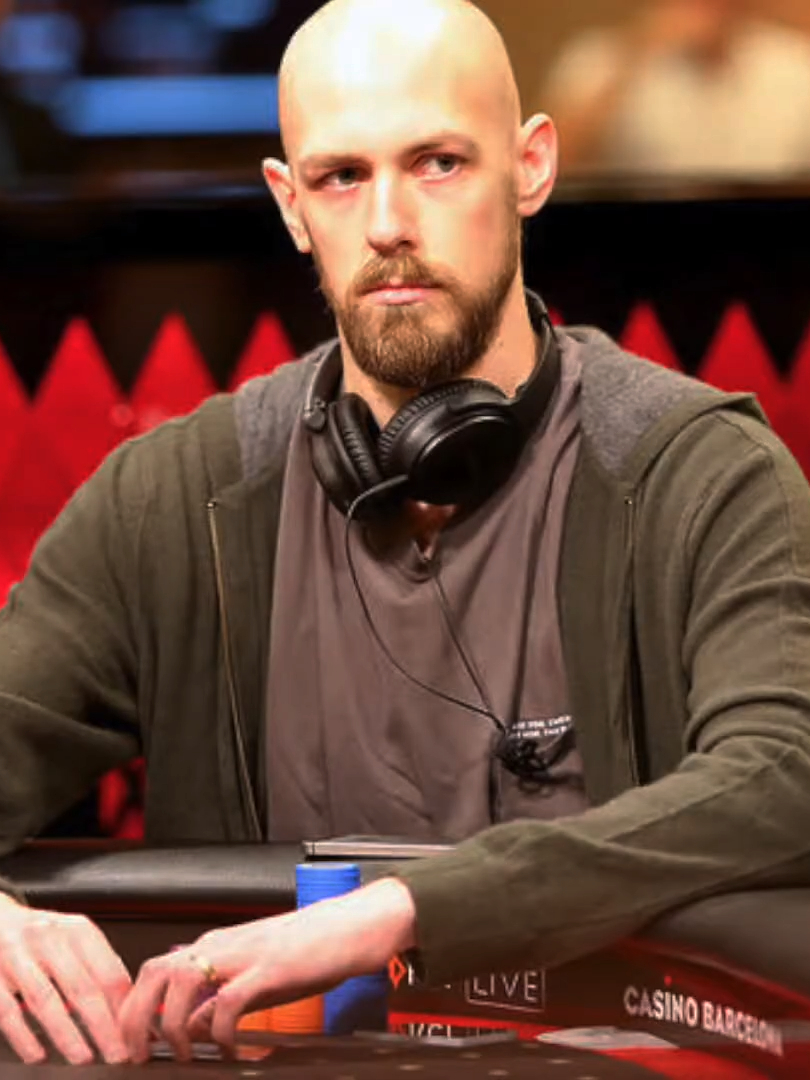
Stephen Chidwick (2018)

Das erste Event wurde am 13. und 14. Februar 2019 in No Limit Hold’em gespielt. 90 Teilnehmer zahlten den Buy-in von 10.000 US-Dollar zuzüglich 500 US-Dollar Turniergebühr.
| Platz | Herkunft               | Spieler          | Preisgeld (in $) | Punkte |
| ----- | ---------------------- | ---------------- | ---------------- | ------ |
| 1     | Vereinigtes Konigreich | Stephen Chidwick | 216.000          | 200    |
| 2     | Vereinigte Staaten     | Sean Winter      | 157.500          | 140    |
| 3     | Vereinigte Staaten     | Joseph Cheong    | 112.500          | 100    |
| 4     | Vereinigte Staaten     | Joseph Cappello  | 090.000          | 080    |
| 5     | Vereinigte Staaten     | Lazaro Hernandez | 072.000          | 060    |
| 6     | Vereinigte Staaten     | Joseph Orsino    | 054.000          | 040    |
| 7     | Vereinigte Staaten     | Jerry Robinson   | 045.000          | 040    |
| 8     | Vereinigte Staaten     | Maxx Coleman     | 036.000          | 040    |
| 9     | Vereinigte Staaten     | Jake Schindler   | 027.000          | 040    |
| 10    | Vereinigte Staaten     | Bryn Kenney      | 027.000          | 040    |
| 11    | Vereinigte Staaten     | Jordan Cristos   | 027.000          | 040    |
| 12    | Kanada                 | Daniel Weinand   | 018.000          | 040    |
| 13    | Vereinigte Staaten     | Erik Seidel      | 018.000          | 040    |

### #2 – Pot Limit Omaha
Das zweite Event wurde am 14. und 15. Februar 2019 in Pot Limit Omaha gespielt. 64 Teilnehmer zahlten den Buy-in von 10.000 US-Dollar zuzüglich 500 US-Dollar Turniergebühr.
| Platz | Herkunft           | Spieler         | Preisgeld (in $) | Punkte |
| ----- | ------------------ | --------------- | ---------------- | ------ |
| 1     | Vereinigte Staaten | Jordan Cristos  | 179.200          | 200    |
| 2     | Deutschland        | Manig Löser     | 128.000          | 140    |
| 3     | Vereinigte Staaten | Martin Zamani   | 083.200          | 100    |
| 4     | Vereinigte Staaten | Adam Hendrix    | 064.000          | 080    |
| 5     | Vereinigte Staaten | Cary Katz       | 051.200          | 060    |
| 6     | Vereinigte Staaten | Sean Winter     | 038.400          | 040    |
| 7     | Vereinigte Staaten | Brent Roberts   | 032.000          | 040    |
| 8     | Vereinigte Staaten | Dan Shak        | 025.600          | 040    |
| 9     | Vereinigte Staaten | Ben Yu          | 019.200          | 040    |
| 10    | Vereinigte Staaten | Anthony Alberto | 019.200          | 040    |

### #3 – No Limit Hold’em
Das dritte Event wurde am 15. und 16. Februar 2019 in No Limit Hold’em gespielt. 91 Teilnehmer zahlten den Buy-in von 10.000 US-Dollar zuzüglich 500 US-Dollar Turniergebühr.
| Platz | Herkunft               | Spieler          | Preisgeld (in $) | Punkte |
| ----- | ---------------------- | ---------------- | ---------------- | ------ |
| 1     | Vereinigte Staaten     | Lauren Roberts   | 218.400          | 200    |
| 2     | Deutschland            | Koray Aldemir    | 159.250          | 140    |
| 3     | Vereinigtes Konigreich | Stephen Chidwick | 113.750          | 100    |
| 4     | Vereinigte Staaten     | Brandon Adams    | 091.000          | 080    |
| 5     | Vereinigte Staaten     | Sean Winter      | 072.800          | 060    |
| 6     | Vereinigte Staaten     | Ralph Wong       | 054.600          | 040    |
| 7     | Vereinigte Staaten     | Rodger Johnson   | 045.500          | 040    |
| 8     | Vereinigte Staaten     | Jerry Robinson   | 036.400          | 040    |
| 9     | Vereinigte Staaten     | Alex Foxen       | 027.300          | 040    |
| 10    | Vereinigte Staaten     | Seth Davies      | 027.300          | 040    |
| 11    | Vereinigte Staaten     | Erik Seidel      | 027.300          | 040    |
| 12    | Vereinigte Staaten     | Sean Perry       | 018.200          | 040    |
| 13    | Deutschland            | Manig Löser      | 018.200          | 040    |

### #4 – Short Deck Poker

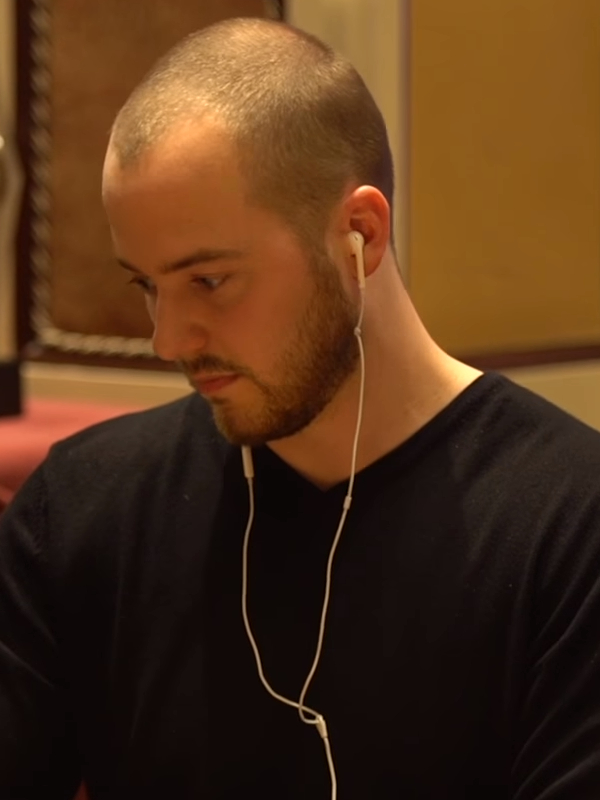
Sean Winter (2018)

Das vierte Event wurde am 16. und 17. Februar 2019 in No Limit Hold’em Short Deck gespielt. 42 Teilnehmer zahlten den Buy-in von 10.000 US-Dollar zuzüglich 500 US-Dollar Turniergebühr.
| Platz | Herkunft               | Spieler          | Preisgeld (in $) | Punkte |
| ----- | ---------------------- | ---------------- | ---------------- | ------ |
| 1     | Vereinigte Staaten     | Sean Winter      | 151.200          | 200    |
| 2     | Vereinigte Staaten     | David Peters     | 100.800          | 140    |
| 3     | Vereinigte Staaten     | Seth Davies      | 067.200          | 100    |
| 4     | Vereinigte Staaten     | Ben Lamb         | 042.000          | 080    |
| 5     | Vereinigte Staaten     | Ben Yu           | 033.600          | 060    |
| 6     | Vereinigtes Konigreich | Stephen Chidwick | 025.200          | 040    |

### #5 – No Limit Hold’em

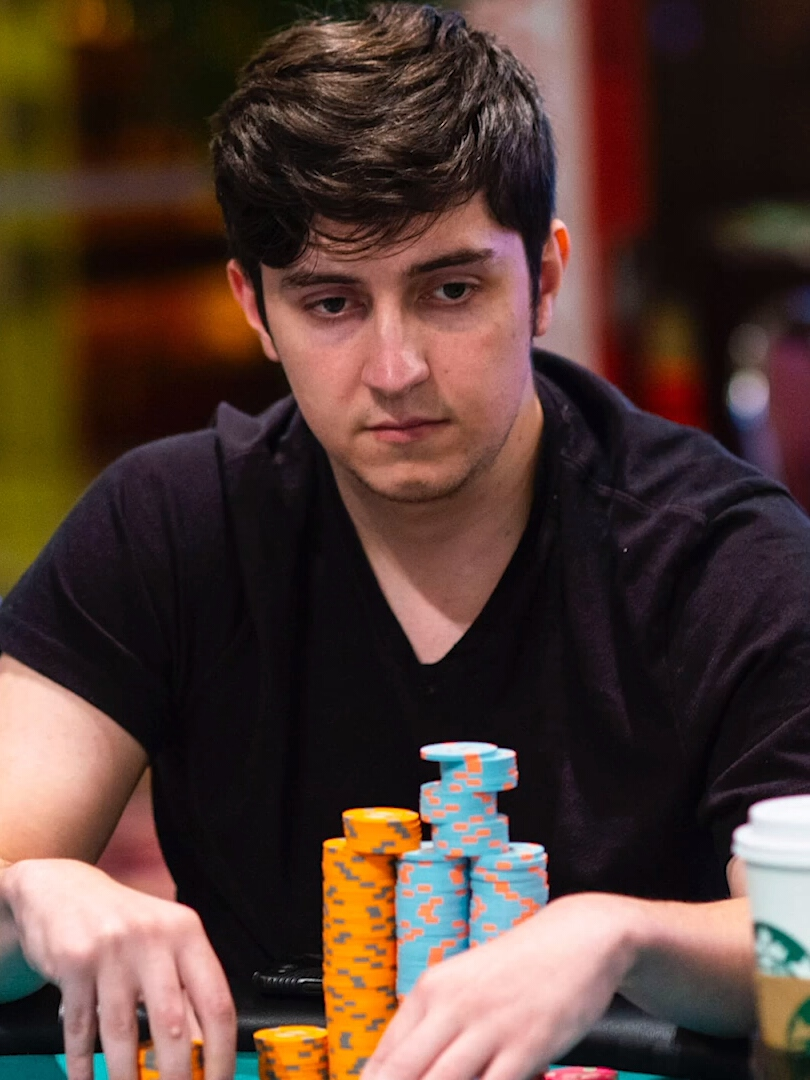
Almedin Imširović (2018)

Das fünfte Event wurde am 17. und 18. Februar 2019 in No Limit Hold’em gespielt. 59 Teilnehmer zahlten den Buy-in von 25.000 US-Dollar zuzüglich 1000 US-Dollar Turniergebühr.
| Platz | Herkunft                | Spieler           | Preisgeld (in $) | Punkte |
| ----- | ----------------------- | ----------------- | ---------------- | ------ |
| 1     | Bosnien und Herzegowina | Almedin Imširović | 442.500          | 200    |
| 2     | Vereinigte Staaten      | Cary Katz         | 295.000          | 140    |
| 3     | Vereinigte Staaten      | Dan Shak          | 206.500          | 100    |
| 4     | Vereinigte Staaten      | Nick Petrangelo   | 147.500          | 080    |
| 5     | Kanada                  | Kristen Foxen     | 118.000          | 060    |
| 6     | Vereinigte Staaten      | Joseph Cappello   | 088.500          | 040    |
| 7     | Vereinigte Staaten      | Brandon Adams     | 073.750          | 040    |
| 8     | Vereinigte Staaten      | Chris Hunichen    | 059.000          | 040    |
| 9     | Vereinigte Staaten      | Justin Bonomo     | 044.250          | 040    |

### #6 – Pot Limit Omaha
Das sechste Event wurde am 18. und 19. Februar 2019 in Pot Limit Omaha gespielt. 39 Teilnehmer zahlten den Buy-in von 25.000 US-Dollar zuzüglich 1000 US-Dollar Turniergebühr.
| Platz | Herkunft               | Spieler          | Preisgeld (in $) | Punkte |
| ----- | ---------------------- | ---------------- | ---------------- | ------ |
| 1     | Vereinigtes Konigreich | Stephen Chidwick | 351.000          | 200    |
| 2     | Vereinigte Staaten     | Cary Katz        | 234.000          | 140    |
| 3     | Vereinigte Staaten     | Tom Marchese     | 156.000          | 100    |
| 4     | Vereinigte Staaten     | Ben Lamb         | 097.500          | 080    |
| 5     | Vereinigte Staaten     | Sean Rafael      | 078.000          | 060    |
| 6     | Vereinigte Staaten     | Anthony Zinno    | 058.500          | 040    |

### #7 – No Limit Hold’em

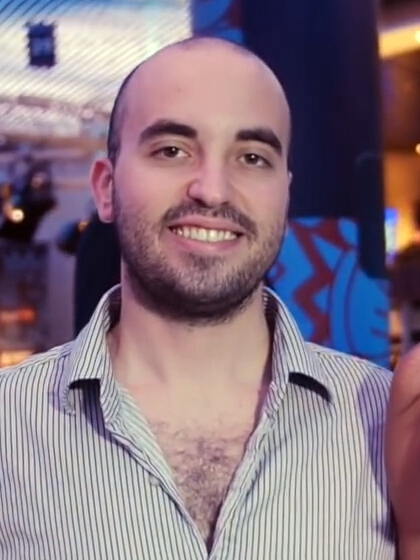
Bryn Kenney (2015)

Das siebte Event wurde am 19. und 20. Februar 2019 in No Limit Hold’em gespielt. 60 Teilnehmer zahlten den Buy-in von 25.000 US-Dollar zuzüglich 1000 US-Dollar Turniergebühr.
| Platz | Herkunft           | Spieler         | Preisgeld (in $) | Punkte |
| ----- | ------------------ | --------------- | ---------------- | ------ |
| 1     | Vereinigte Staaten | Bryn Kenney     | 450.000          | 200    |
| 2     | Vereinigte Staaten | Jake Schindler  | 300.000          | 140    |
| 3     | Vereinigte Staaten | Ben Yu          | 210.000          | 100    |
| 4     | Vereinigte Staaten | Keith Tilston   | 150.000          | 080    |
| 5     | Vereinigte Staaten | Nick Schulman   | 120.000          | 060    |
| 6     | Vereinigte Staaten | Nick Petrangelo | 090.000          | 040    |
| 7     | Vereinigte Staaten | Dan Shak        | 075.000          | 040    |
| 8     | Vereinigte Staaten | Martin Zamani   | 060.000          | 040    |
| 9     | Vereinigte Staaten | Lauren Roberts  | 045.000          | 040    |

### #8 – Mixed Game

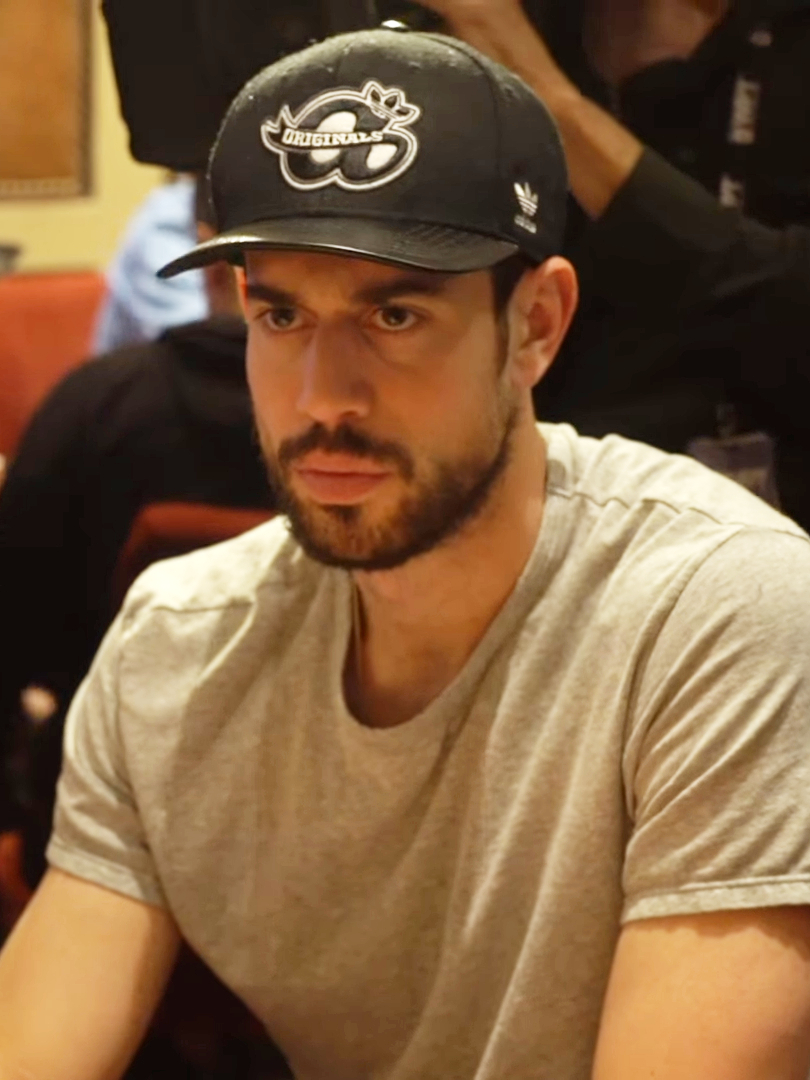
Nick Schulman (2018)

Das achte Event wurde am 20. und 21. Februar 2019 in 8-Game gespielt. 20 Teilnehmer zahlten den Buy-in von 25.000 US-Dollar zuzüglich 1000 US-Dollar Turniergebühr.
| Platz | Herkunft           | Spieler           | Preisgeld (in $) | Punkte |
| ----- | ------------------ | ----------------- | ---------------- | ------ |
| 1     | Vereinigte Staaten | Nick Schulman     | 270.000          | 200    |
| 2     | Vereinigte Staaten | Brandon Adams     | 150.000          | 140    |
| 3     | Vereinigte Staaten | Christopher Vitch | 080.000          | 100    |

### #9 – No Limit Hold’em

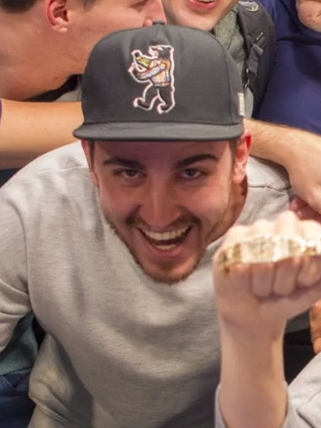
Koray Aldemir (2017)

Das neunte Event wurde am 21. und 22. Februar 2019 in No Limit Hold’em gespielt. 41 Teilnehmer zahlten den Buy-in von 50.000 US-Dollar zuzüglich 2000 US-Dollar Turniergebühr.
| Platz | Herkunft           | Spieler       | Preisgeld (in $) | Punkte |
| ----- | ------------------ | ------------- | ---------------- | ------ |
| 1     | Deutschland        | Koray Aldemir | 738.000          | 200    |
| 2     | Vereinigte Staaten | Ryan Riess    | 492.000          | 140    |
| 3     | Vereinigte Staaten | Sean Winter   | 328.000          | 100    |
| 4     | Vereinigte Staaten | Alex Foxen    | 205.000          | 080    |
| 5     | Vereinigte Staaten | David Peters  | 164.000          | 060    |
| 6     | Vereinigte Staaten | Seth Davies   | 123.000          | 040    |

### #10 – No Limit Hold’em Main Event
Das Main Event wurde am 22. und 23. Februar 2019 in No Limit Hold’em gespielt. 33 Teilnehmer zahlten den Buy-in von 100.000 US-Dollar zuzüglich 3000 US-Dollar Turniergebühr.
| Platz | Herkunft           | Spieler        | Preisgeld (in $) | Punkte |
| ----- | ------------------ | -------------- | ---------------- | ------ |
| 1     | Vereinigte Staaten | David Peters   | 1.320.000        | 350    |
| 2     | Vereinigte Staaten | Chris Hunichen | 0.858.000        | 245    |
| 3     | Vereinigte Staaten | Keith Tilston  | 0.528.000        | 175    |
| 4     | Vereinigte Staaten | Martin Zamani  | 0.330.000        | 140    |
| 5     | Vereinigte Staaten | Ryan Riess     | 0.264.000        | 105    |

## Trophäe

### Punktesystem
Anders als im Vorjahr, als der Gewinner der „US Poker Open Championship trophy“ allein durch das in den Turnieren gewonnene Preisgeld ermittelt worden war, wurde für diese Austragung ein Punktesystem eingeführt, so dass jeder Spieler, der bei einem der zehn Turniere in den Preisrängen landete, zusätzlich zum Preisgeld Punkte sammelte. Diese verteilten sich wie folgt:
| Platz | Turniere 1–9 | Main Event |
| ----- | ------------ | ---------- |
| 1     | 200          | 350        |
| 2     | 140          | 245        |
| 3     | 100          | 175        |
| 4     | 080          | 140        |
| 5     | 060          | 105        |
| +6+   | 040          | 070        |

### Endstand

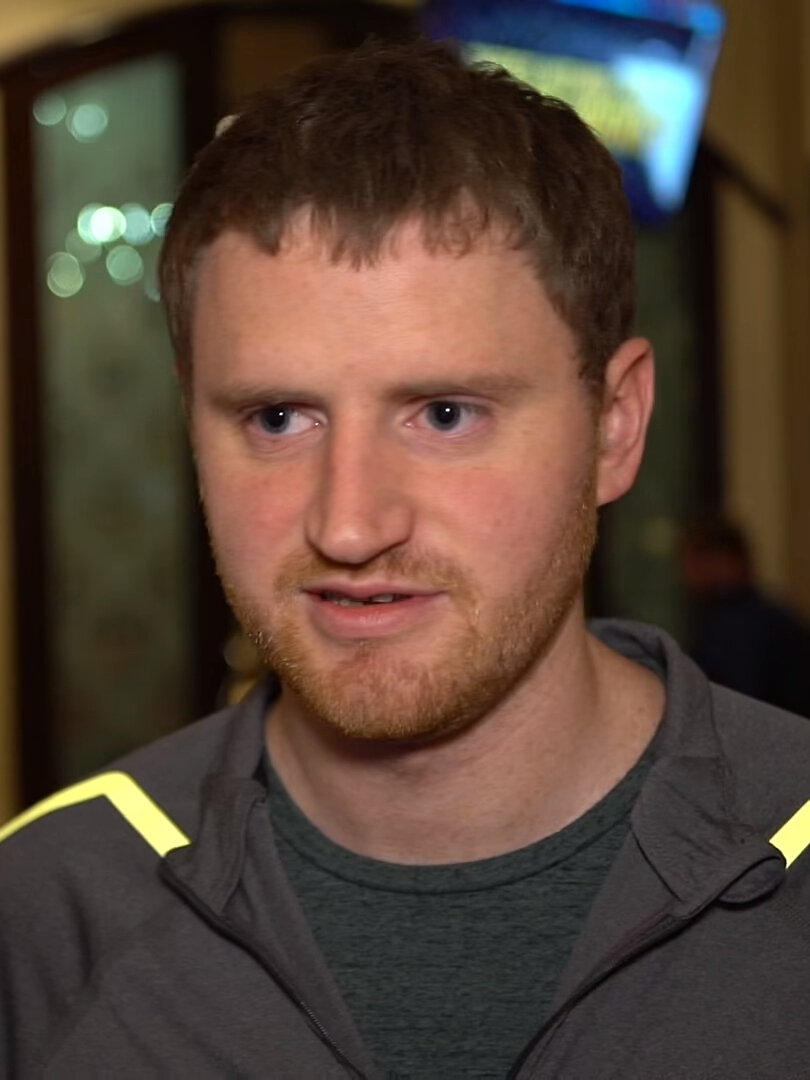
David Peters (2018)

Bei Punktgleichheit war das gewonnene Preisgeld maßgeblich. Sieger David Peters kam bei drei der Events in die Geldränge und gewann das Main Event, wodurch er insgesamt zehn Punkte mehr als Sean Winter und Titelverteidiger Stephen Chidwick sammelte.
| Platz | Herkunft               | Spieler          | Punkte | Preisgeld (in $) | Cashes | Siege |
| ----- | ---------------------- | ---------------- | ------ | ---------------- | ------ | ----- |
| 1     | Vereinigte Staaten     | David Peters     | 550    | 1.584.800        | 3      | 1     |
| 2     | Vereinigte Staaten     | Sean Winter      | 540    | 0.747.900        | 5      | 1     |
| 3     | Vereinigtes Konigreich | Stephen Chidwick | 540    | 0.705.950        | 4      | 2     |
| 4     | Deutschland            | Koray Aldemir    | 340    | 0.897.250        | 2      | 1     |
| 5     | Vereinigte Staaten     | Cary Katz        | 340    | 0.580.200        | 3      | 0     |
| 6     | Vereinigte Staaten     | Chris Hunichen   | 285    | 0.917.000        | 2      | 0     |
| 7     | Vereinigte Staaten     | Martin Zamani    | 280    | 0.473.200        | 3      | 0     |
| 8     | Vereinigte Staaten     | Nick Schulman    | 260    | 0.390.000        | 2      | 1     |
| 9     | Vereinigte Staaten     | Brandon Adams    | 260    | 0.314.750        | 3      | 0     |
| 10    | Vereinigte Staaten     | Keith Tilston    | 255    | 0.678.000        | 2      | 0     |